# Kuchnia baskijska

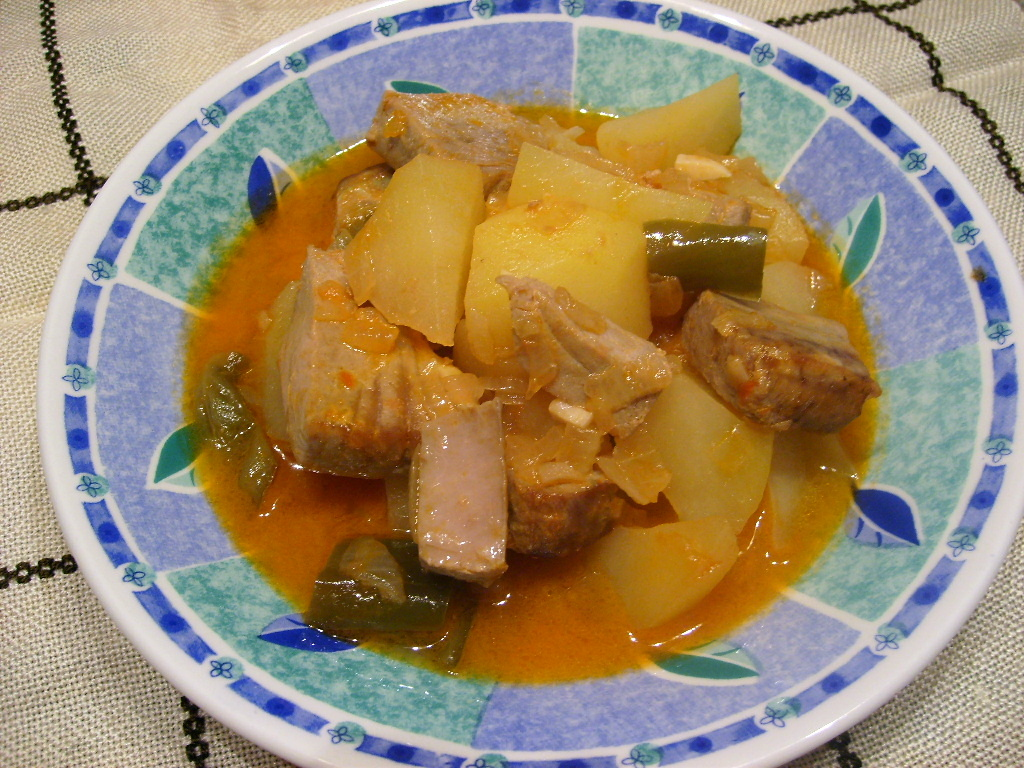
Marmitako

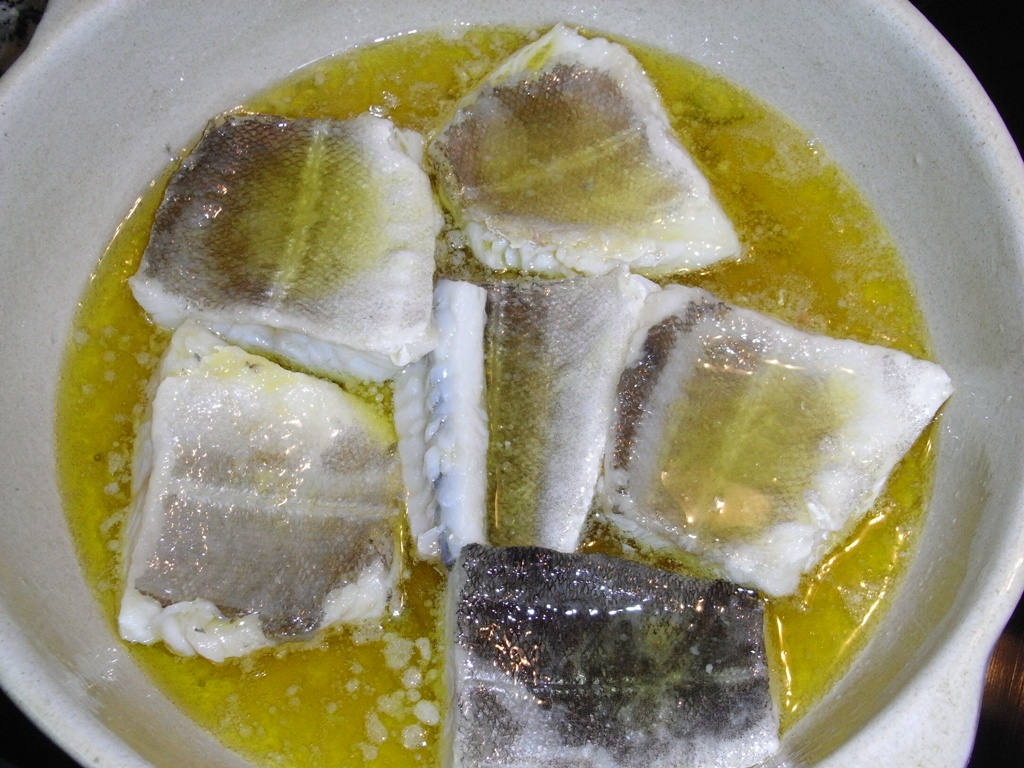
Bacailaoa pil-pilean

Kuchnia baskijska – tradycje kulinarne charakterystyczne dla Kraju Basków, zarówno w części hiszpańskiej, jak i francuskiej. Gastronomia jest dla Basków jednym z najważniejszych elementów tożsamości kulturowej. Kuchnia baskijska opiera się zarówno na tradycyjnych potrawach przekazywanych z pokolenia na pokolenie w obrębie rodzin, jak i na innowacjach wprowadzanych przez działalność tzw. „towarzystw gastronomicznych” (txokos), zrzeszających wyłącznie mężczyzn. Charakterystyczne dla kuchni baskijskiej są rozmaite sosy, a także wykorzystanie ryb i owoców morza. Inne potrawy bazują na pieczonych mięsach, przed deserem serwuje się lokalne sery. 

## Posiłki
Zwyczajowo spożywa się trzy posiłki dziennie:
- gosari (śniadanie) godz. 7-10 - kawa i croissant;
- bazkari (obiad) godz. 13-15 - trzydaniowy, z winem, zakończony kawą
- afari (kolacja) godz. 20-22 - lekka (wędliny, ser, omlet itd)[3].

## Napoje
Do obiadu podaje się miejscowe wina (część winiarskiego obszaru Rioja znajduje się na terenie Kraju Basków). Do najsłynniejszych baskijskich win należy txakolina. Innym popularnym napojem jest cydr (sagardoa), produkowany zwłaszcza w okolicach miasta Donostia i podawany głównie w wyspecjalizowanych lokalach, zwanych sagardotegi.

## Typowe dania
- Merluza a la koskera - morszczuk smażony z czosnkiem i szparagami
- Bacalao a la viscaína - dorsz po biskajsku
- txangurru – potrawa z jeżokraba
- porrusalda – zupa porowa z ziemniakami
- pintxoak - drobne przekąski, lokalna odmiana tapas
- bacailaoa pil-pilean – dorsz w pikantnym sosie
- Txipiroak tintan - kałamarnice we własnym atramencie
- Intxaursaltsa - deser mleczno-orzechowy